# Air Travel

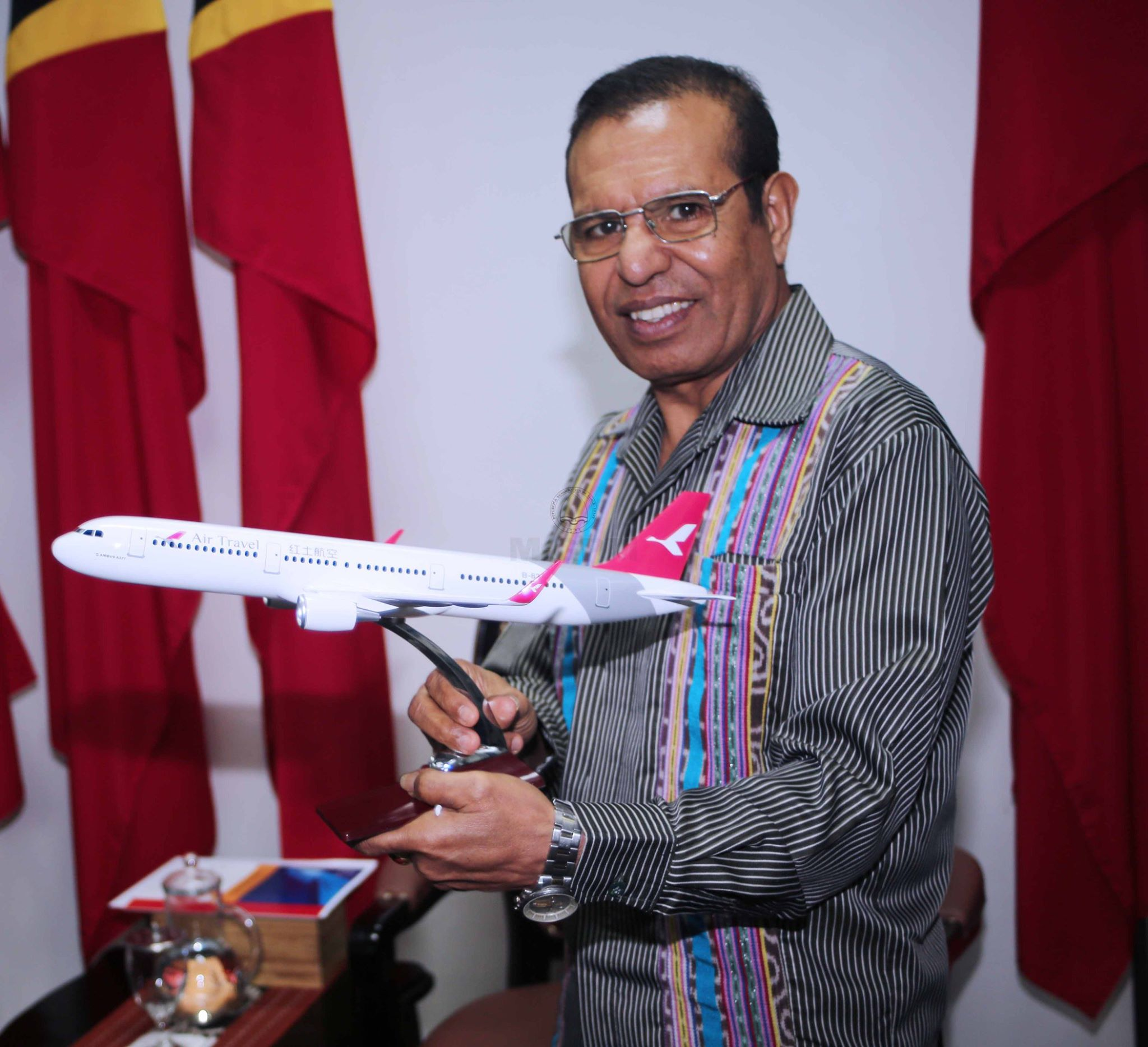
aerolínea china

Air Travel es una aerolínea china que opera vuelos domésticos desde su centro de operaciones del aeropuerto internacional de Kunming Changshui en la provincia de Yunnan. La aerolínea lanzó operaciones en mayo de 2016 como Hongtu Airlines y cambió su nombre a "Air Travel" en 2018.

## Historia
Air Travel, originalmente llamado Hongtu Airlines, recibió la aprobación preliminar de la Administración de Aviación Civil de China (CAAC) el 26 de marzo de 2015. En octubre de 2015, se reveló la librea de la aerolínea. El color rojo representa la famosa tierra roja de Distrito de Dongchuan en Provincia de Yunnan; de hecho,  'Hongtu'  en el nombre de la aerolínea, es una transcripción de en chino simplificado, 红土; literalmente, ‘tierra roja’.
El 22 de diciembre de 2015, Hongtu Airlines recibió su primer avión, un Airbus A321 originalmente destinado a UTair Aviation. El avión se llama  Dai  después del pueblo Dai, una minoría étnica en la provincia de Yunnan. Hongtu Airlines celebró una ceremonia de inauguración el 20 de mayo de 2016 y comenzó los vuelos al día siguiente, con el vuelo inaugural operando entre Kunming y Nanchang.
La aerolínea experimentó un cambio de marca en 2018: su nombre en inglés se convirtió en  'Air Travel' , a pesar de que en chino, todavía se conoce como en chino simplificado, 红土 航空; literalmente, ‘red suelo aerolínea’.

## Asuntos corporativos
Air Travel tiene su sede cerca del Aeropuerto Internacional Kunming Changshui. La aerolínea es una empresa conjunta entre Kunming Evergreen Financing (30%); empresario local Tang Longcheng (20%); y otras cinco compañías, cada una con el 10%. Las partes han invertido un total de  CNY 600 millones ( USD 96,6 millones) en la aerolínea.

## Destinos
A septiembre de 2019 la aerolínea vuela a los siguientes destinos en China:

## Flota
La flota de la aerolínea está compuesta de las siguientes aeronaves con una edad media de 5,8 años: (julio de 2021)